# Liste von Brücken in Hamburg/C

## C
| Foto | Name, Kurzbeschreibung | Nutzung | (Erst)Bau | Stadtteil, Lage                                     |
| ---- | --- | ------- | --------- | --------------------------------------------------- |
|      | Cremonbrücke Ehemalige Fußgängerbrücke, die zwischen dem Kleinen Burstah und der Holzbrücke über die Willy-Brandt-Straße führte. Cremon war der Name einer Marschinsel, die inzwischen aufgeschüttet ist. Die Brücke wurde 2021 abgerissen. | Fußweg  | 1982      | Altstadt (53° 32′ 50″ N, 9° 59′ 20″ O)              |
|      | Curslacker Kirchenbrücke (C077) führt zwischen Curslacker Deich und Neuengammer Hausdeich über die Dove Elbe | Straße  | 1961      | Curslack, Neuengamme (53° 26′ 51″ N, 10° 13′ 39″ O) |

- Karte mit allen Koordinaten:
- OSM |
- WikiMap